# Torre de la Benita
La Torre de la Benita és un mas situat al municipi del Palau d'Anglesola a la comarca catalana del Pla d'Urgell.